# Picramnia hirsuta
Picramnia hirsuta är en tvåhjärtbladig växtart som beskrevs av William Wayt Thomas. Picramnia hirsuta ingår i släktet Picramnia och familjen Picramniaceae. Inga underarter finns listade.